# Scelio pilosus
Scelio pilosus är en stekelart som beskrevs av Alan Parkhurst Dodd 1913. Scelio pilosus ingår i släktet Scelio och familjen Scelionidae. Inga underarter finns listade i Catalogue of Life.